# Cathédrale de l'Immaculée-Conception de Georgetown
Pour les articles homonymes, voir Cathédrale de l'Immaculée-Conception.
La cathédrale de l'Immaculée-Conception (en anglais : Cathedral of the Immaculate Conception) est une église catholique sise à Georgetown, au Guyana. Cet édifice est placé sous le vocable de l’Immaculée-Conception et est le siège du diocèse de Georgetown.

## Historique
Détruite par un incendie en 1913, la cathédrale de Georgetown est reconstruite à partir de 1914. L’édifice actuel est consacré le 10 octobre 1960.

## Communauté
L’église a compté parmi ses organistes un certain  Aloysius de Weever.